# Dillwyn Miles
Dillwyn Miles (25. května 1915 – 1. srpna 2007) byl velšský spisovatel a historik.

## Život
Narodil se v obci Newport v hrabství Pembrokeshire na jihozápadě Walesu. Jeho otec Joshua Miles byl vlastníkem těžebního dolu. Nejprve studoval na škole Newport a následně na střední škole v nedalekém městě Fishguard; později studoval na universitě v Aberystwythu. Po smrti svého otce se ve své rodné obci začal zapojovat do politiky a po válce byl ve třech obdobích starostou obce. V roce 1939 vstoupil do druhé světové války, během které působil v Palestině. V roce 1942 založil v Jeruzalémě velšský kolektiv. V únoru 1944 se v Katedrále svatého Jiří oženil s Joyce Ord. Po skončení války se vrátil do rodného Newportu a krátce byl starostou města Haverfordwest. Později napsal několik knih a roku 2000 vyšla jeho autobiografie nazvaná A Mingled Yarn. Zemřel v roce 2007 ve věku 92 let. Od roku 1936 byl členem velšské kulturní instituce Gorsedd.

## Dílo
- The Castles of Pembrokeshire (1979)
- A Pembrokeshire Anthology (1983)
- The Pembrokeshire Coast National Park (1987)
- The Secret of the Bards of the Isle of Britain (1992)
- The Lords of Cemais (1997)
- A Mingled Yarn (2000)